# Aircrack-ng
Aircrack-ng — набор программ, предназначенных для обнаружения беспроводных сетей, перехвата передаваемого через беспроводные сети трафика, аудита WEP и WPA/WPA2-PSK ключей шифрования (проверка стойкости), в том числе пентеста (Penetration test) беспроводных сетей (подверженность атакам на оборудование и атакам на алгоритмы шифрования). Программа работает с любыми беспроводными сетевыми адаптерами, драйвер которых поддерживает режим мониторинга (список можно найти на сайте программы). Программа работает в операционных системах Windows, UNIX, Linux и Mac OS X. Версия для UNIX-подобных операционных систем имеет значительно бо́льшую функциональность и поддерживает больше беспроводных адаптеров, чем Windows-версия. aircrack-ng был также портирован для платформ Zaurus и Maemo. Также программа была портирована для iPhone.

## Возможности
Программный пакет aircrack-ng включает:
| Имя            | Описание                                                                                  |
| -------------- | ----------------------------------------------------------------------------------------- |
| aircrack-ng    | Взламывает ключи WEP и WPA (Перебор по словарю).                                          |
| airdecap-ng    | Расшифровывает перехваченный трафик при известном ключе.                                  |
| airmon-ng      | Выставление различных карт в режим мониторинга.                                           |
| aireplay-ng    | Пакетный инжектор (Linux и Windows).                                                      |
| airodump-ng    | Анализатор трафика: Помещает трафик в файлы PCAP или IVS и показывает информацию о сетях. |
| airtun-ng      | Создаёт виртуальный интерфейс туннелирования.                                             |
| packetforge-ng | Создаёт шифрованные пакеты для инъекции.                                                  |
| ivstools       | Инструменты для слияния и конвертирования.                                                |
| airbase-ng     | Предоставляет техники для атаки клиента.                                                  |
| airdecloak-ng  | Убирает WEP-маскировку с файлов pcap.                                                     |
| airolib-ng     | Хранит и управляет списками ESSID и паролей, вычисляет парные мастер-ключи.               |
| airserv-ng     | Открывает доступ к беспроводной сетевой карте с других компьютеров.                       |
| buddy-ng       | Сервер-помощник для easside-ng, запущенный на удалённом компьютере.                       |
| easside-ng     | Инструмент для коммуникации с точкой доступа без наличия WEP-ключа.                       |
| tkiptun-ng     | Атака WPA/TKIP.                                                                           |
| wesside-ng     | Автоматический инструмент для восстановления WEP-ключа.                                   |